# کوچک‌ترین جعبه فراگیر
کوچک‌ترین جعبه فراگیر (انگلیسی: Minimum bounding box)، کوچک‌ترین جعبه مستطیلی است که می‌تواند یک مجموعه از نقاط را به‌طور کامل در خود جا دهد. این جعبه طوری طراحی می‌شود که همه نقاط یا شکل موردنظر درون آن قرار بگیرند و در عین حال اندازه جعبه تا حد ممکن کوچک باشد.
این مفهوم در مواردی مثل:
- برنامه‌ریزی شهری: پوشش ساختمان‌ها یا مزارع
- هندسه محاسباتی: پیدا کردن شکل تقریبی اشیا برای محاسبات سریع‌تر
- گرافیک رایانه‌ای: تعیین حدود اشیای سه‌بعدی در بازی‌ها یا پویانمایی‌ها
- پردازش تصویر: یافتن محدوده یک شیء در تصویر دیجیتال

استفاده می‌شود.